# Asciodema obsoletum
Espèce
Asciodema obsoletum est un insecte de la famille des Miridae. On le trouve notamment dans le Massif armoricain.